# Bra Louis – Bra Tebs
Bra Louis – Bra Tebs ist ein Musikalbum von Louis Moholo. Die 1995 in London entstandenen Studioaufnahmen erschienen erst 2005 auf dem Label Ogun, gekoppelt mit der Neuauflage von Moholos ersten Album Spirits Rejoice! von 1978.

## Hintergrund
Bra Louis – Bra Tebs, aufgenommen 1995 in London, präsentiert beinahe die Band Viva La Black, mit der Moholo zwei Jahre zuvor eine triumphale Tournee durch Südafrika absolviert hatte (dokumentiert auf dem Album Freedom Tour: Live in South Africa 1993). Die Septett-Besetzung umfasste die meisten Mitglieder der Band, darunter die Saxophonisten Tobias Delius und Jason Yarde, den Trompeter Claude Deppa, den Pianisten Pule Pheto und den Kontrabassisten Roberto Bellatalla. Auf den Perkussionisten Thebe Lipere verzichtete Moholo 1995. Der Holzbläser Sean Bergin wurde durch die Sängerin Francine Luce ersetzt.

## Titelliste
- Louis Moholo: Bra Louis – Bra Tebs (Ogun OGCD 017/018)[2]

1. Sonke (Pule Pheto) 5:41
2. Lakutshona Ilanga (Mackay Davashe) / Ntyilo-Ntyilo (Traditional) 5:03
3. Unisone (Jason Yarde) 2:44
4. B My Dear (Dudu Pukwana) 7:01
5. Maybe of Cause (Roberto Bellatalla) 4:50
6. Utshaka (Traditional) 6:57
7. Moegoe (Claude Deppa) 2:36
8. Motherless Child (Traditional) 7:01
9. Yes Please (Radu Malfatti) 3:09
10. Hayi Umntu Endinguye (Traditional) 9:19
11. Yes Baby, No Baby 4:47
12. Ntyilo-Ntyilo (Traditional) 4:41

Wenn nicht anders vermerkt, stammen die Kompositionen von Louis Moholo, der auch die meisten Arrangements verantwortete.

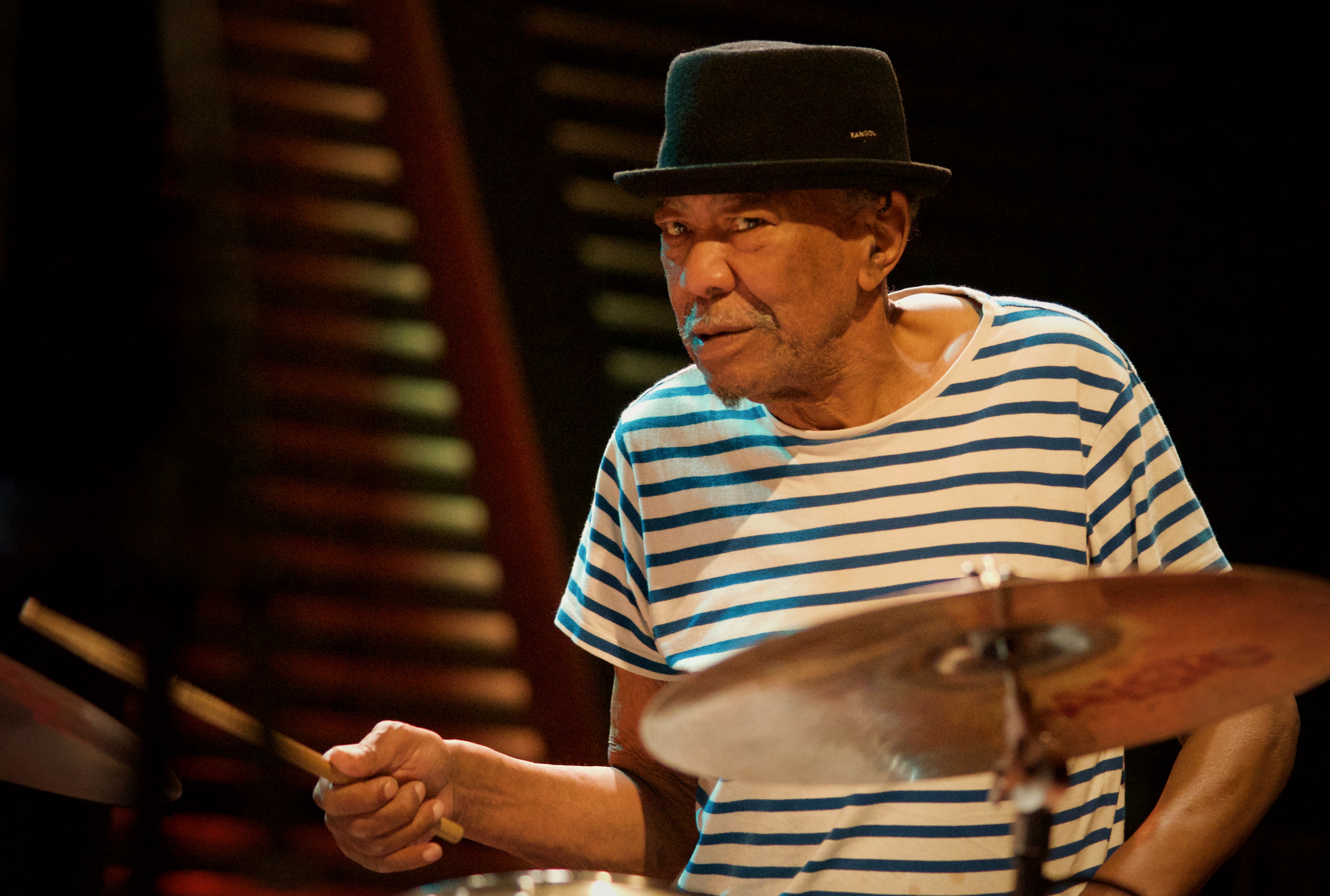
Louis Moholo (2019)

## Rezeption
Nach Ansicht der italienischen Redaktion von All About Jazz mache es keinen Sinn, Vergleiche mit Spirits Rejoice! anzustellen. Bra Louis – Bra Tebs sei etwas anderes, aber dennoch ein exzellentes Werk, das die chorale Ausdruckskraft von „Free Jazz“ in neue Dimensionen erweitere. Die stentorhaften Instrumentalstimmen von Claude Deppa und Tobias Delius würden sich mit der starken Ausdruckskraft der Sängerin verbinden, die sowohl zu rauem Gesang als auch zu hellen Beiträgen in hohen Registern fähig sei. Die iterative und rituelle Dimension wirke noch pulsierender und einnehmender. Zu den schönsten Momenten zählten die Version des Spirituals „Motherless Child“, das sich auf einem Bass-Ostinato entfalte; das expressionistische „Yes Baby No Baby“ mit seiner ungewöhnlich freien Entwicklung, und das rituell-dramatische „Sonke“. Auch in diesem Werk sei Moholos Schlagzeugspiel eine unerschöpfliche Quelle von Impulsen, Fragmentierungen und rhythmischen Veränderungen, die seine Bedeutung auch aus rein instrumentaler Sicht unterstreiche.